# 方欽
方欽（15世紀—16世紀），字寅之，南直隸廬州府無為州巢縣人，明朝政治人物。

## 生平
方欽是弘治五年（1492年）壬子科應天鄉試舉人，獲授福山知縣，當時流寇入侵，同僚都被殺害，只有他被認為是好官不愛金錢獲免，其後劉瑾專權，上級聚斂金錢以獻媚，他卻沒有貢獻任何財物，因此在考核時貶謫為齊河教諭，調為福建按察司經歷後致仕回鄉。在家鄉，其居所未能遮蔽風雨，但為人依然公正無私，門生某擔任南直隸巡按御史，因事彈劾武官四千人，有武官得知御史出自他門下，向他哀求寫信以免削去世爵，他可憐對方，剛動筆就看到武官拿出數十笏銀子，於是他大怒說：「你要污蔑我嗎！」撕碎信件趕走對方，死後入祀鄉賢祠。

## 引用
1. 1 2  道光《巢縣志·卷十二·人物志二》：方欽，宏治壬子舉人，知福山縣，同官俱為流賊所害，欽以好官不愛錢得免，大璫劉瑾用事，當道歛諸屬金帛獻媚，欽獨無所輸，因注下考謫齊河教諭，量移福建按察司經厯致仕歸。所居不蔽風雨，性嚴正不可干以私，有門人某官南直巡按御史，以事將劾武弁四千人，其人稔知御史出欽門下，往哀之曰：「某等皆世勳，被劾則爵除矣。」欽惻然為作簡達御史，方命筆見武弁出朱提數十笏，大怒曰：「爾乃污我！」立碎簡揮之出。
2. ↑  光緒《續修廬州府志·卷三十三·宦績傳一》：方欽，字寅之，巢縣人，宏治壬子舉人，知福山縣，同官俱為流賊所害，欽以好官不要錢獨免，大璫劉瑾用事，當道歛諸屬金銀獻媚，欽獨無所輸，因注下考謫齊河教諭，量移福建按察司經厯致仕卒，祀鄉賢，子榘。 康熙志